# Park pałacowy w Podolu Małym
Park pałacowy w Podolu Małym – park pałacowy w województwie pomorskim, w powiecie słupskim, w gminie Dębnica Kaszubska, we wsi Podole Małe, zajmujący powierzchnię 16,23 ha. Powstał w II połowie XIX wieku. Urządzony został w stylu krajobrazowym przy dworze należącym do śródkowopomorskiego rodu szlacheckiego von Zitzewitz. W 1997 został wpisany do rejestru zabytków nieruchomych. W drzewostanie dominują buki zwyczajne i dęby szypułkowe. Bogato reprezentowana jest również roślinność pochodzenia obcego, jak świerk serbski czy choina kanadyjska. W parku występują także rzadkie gatunki zwierząt, m.in.: ropucha szara, traszka zwyczajna czy ryjówka malutka. W obrębie kompleksu położony jest staw leśny o powierzchni około 2,7 ha. Stanowi on naturalne siedlisko łabędzia niemego. W parku znajduje się cmentarz ewangelicki.

## Geografia

### Położenie

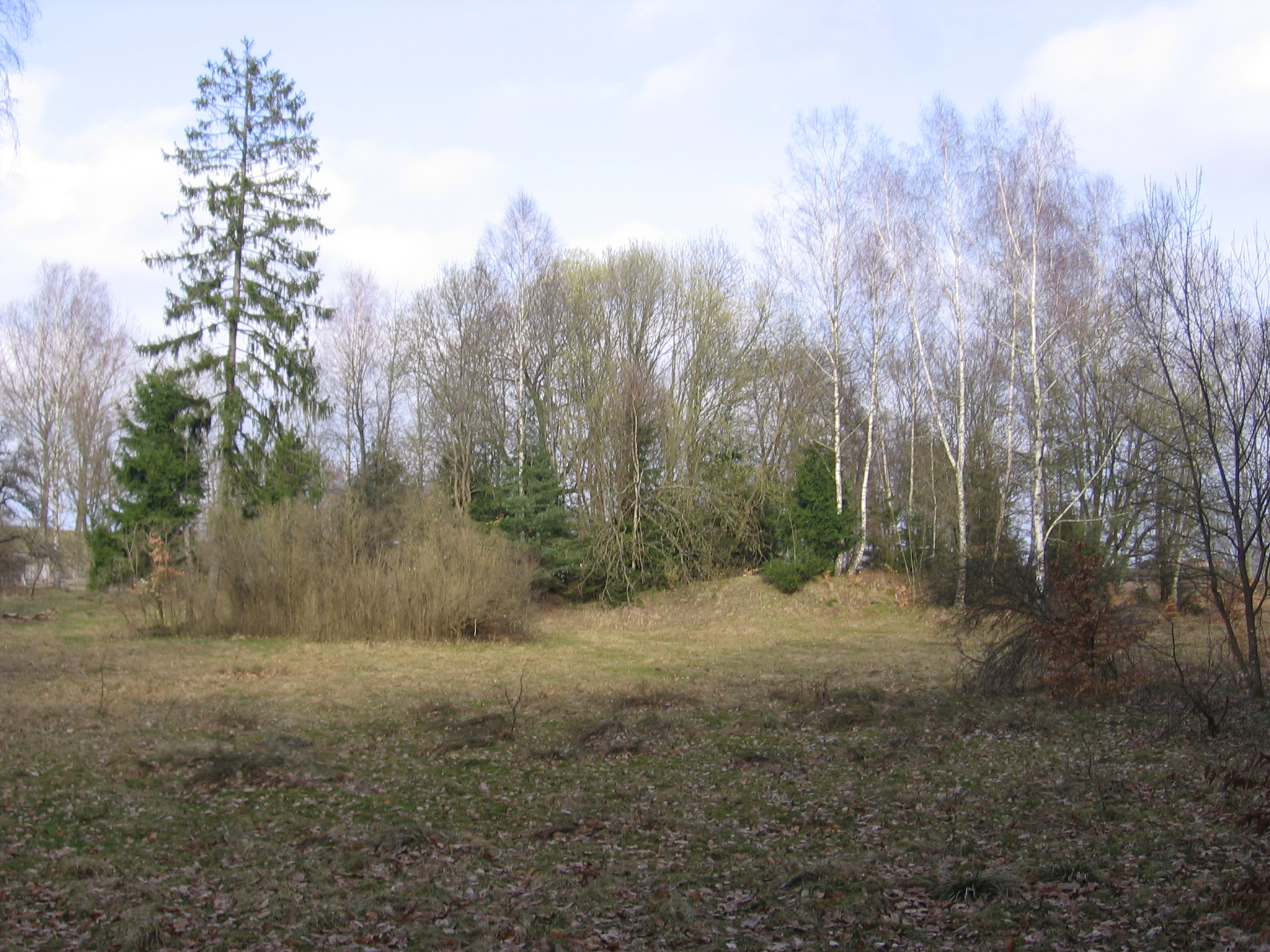
Polana w parku pałacowym w Podolu Małym

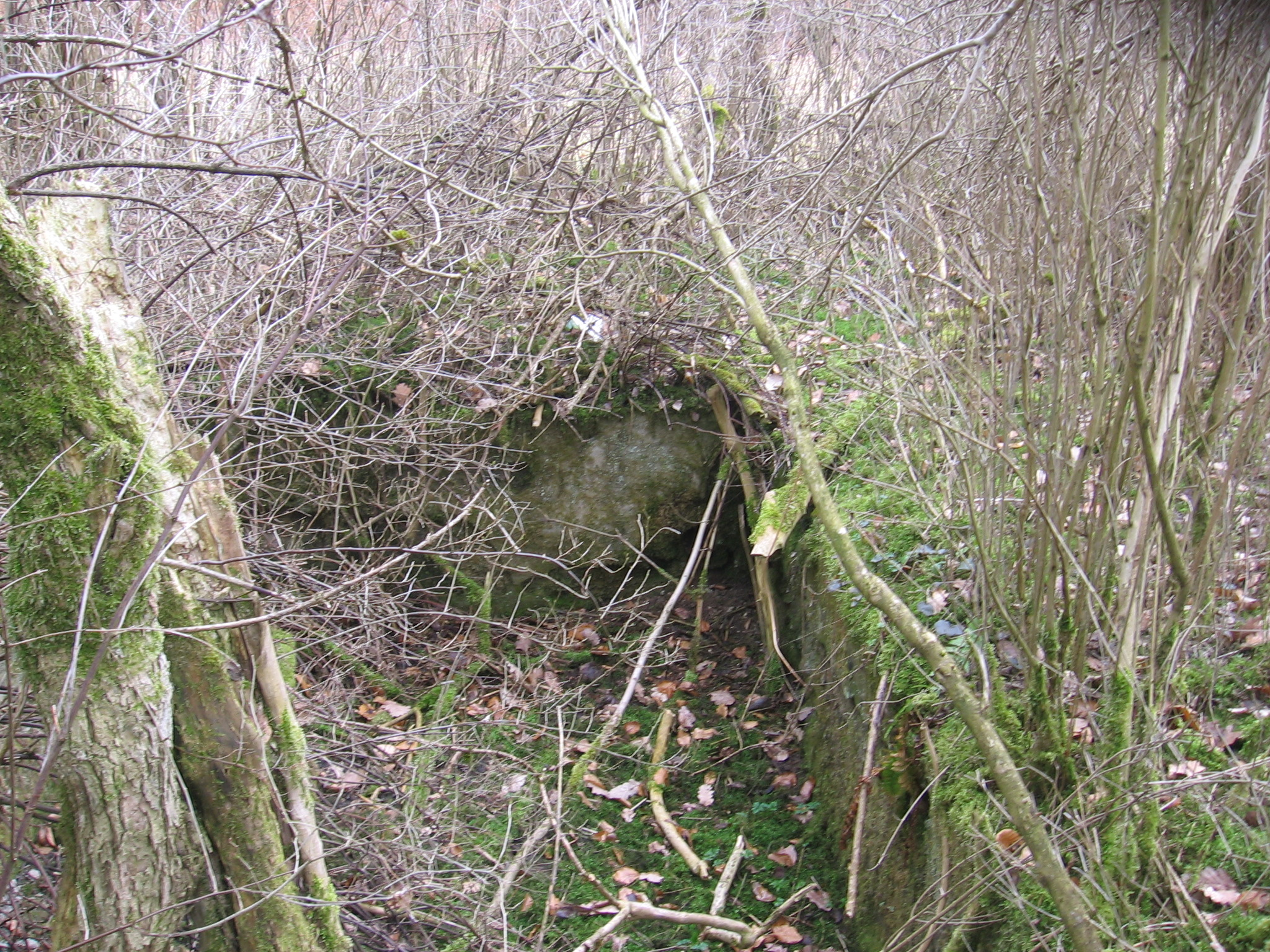
Ruiny kompleksu pałacowego

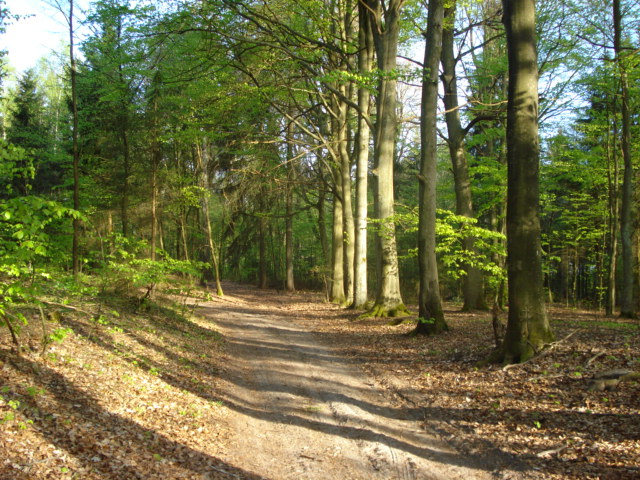
Szpaler buków zwyczajnych w parku

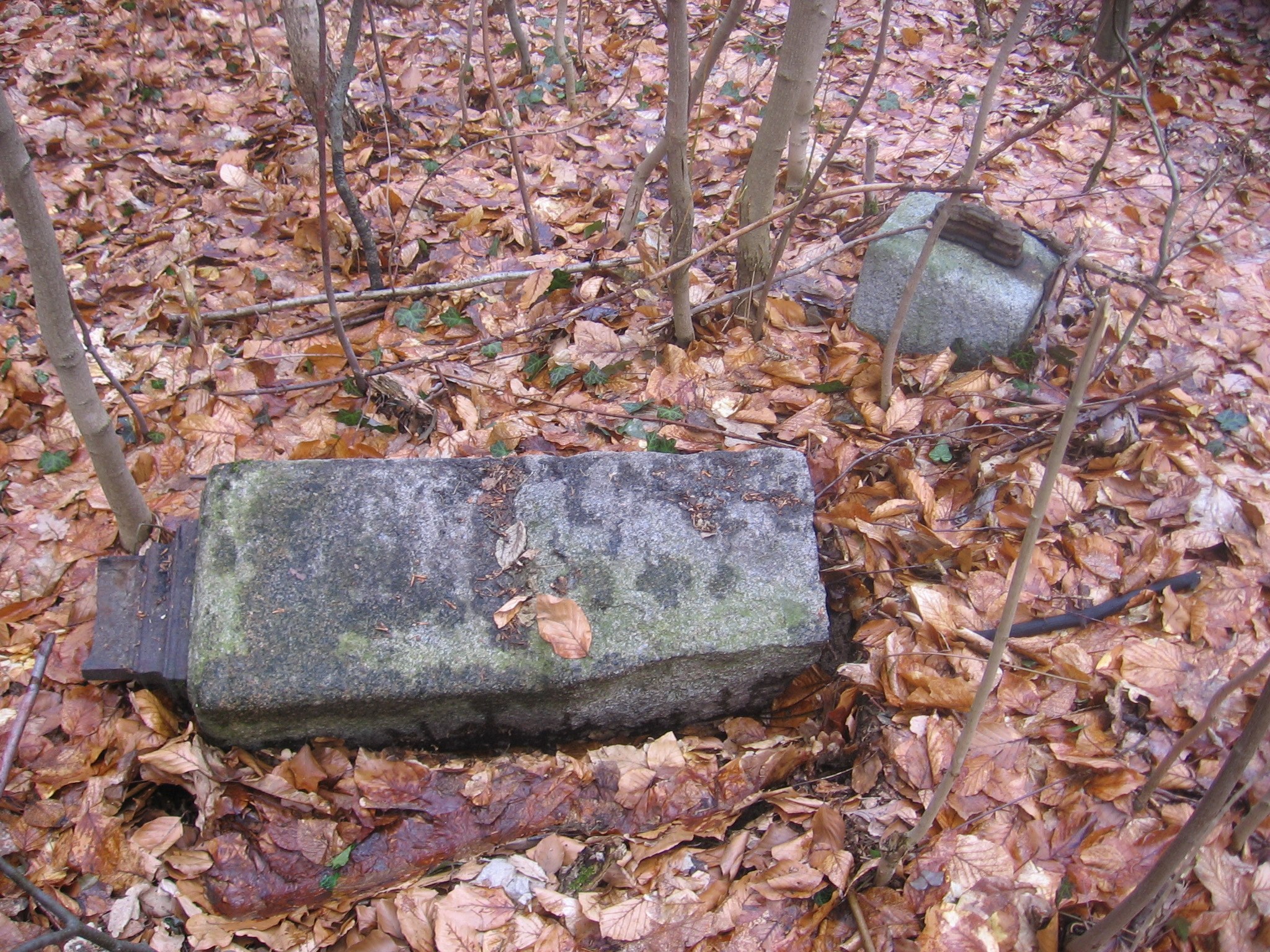
Cmentarz ewangelicki w parku pałacowym w Podolu Małym

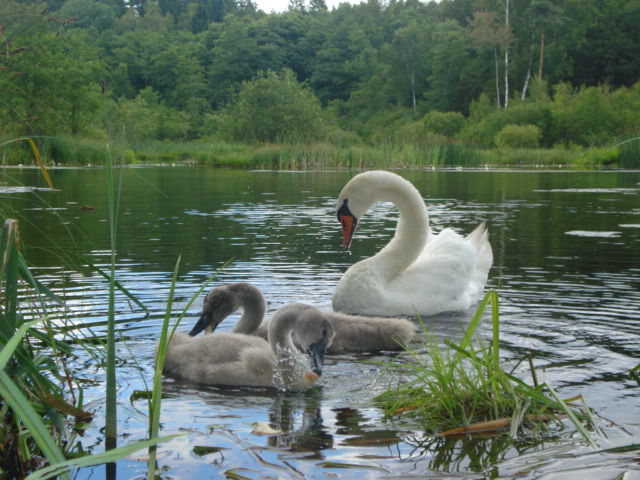
Łabędzie nieme w parku

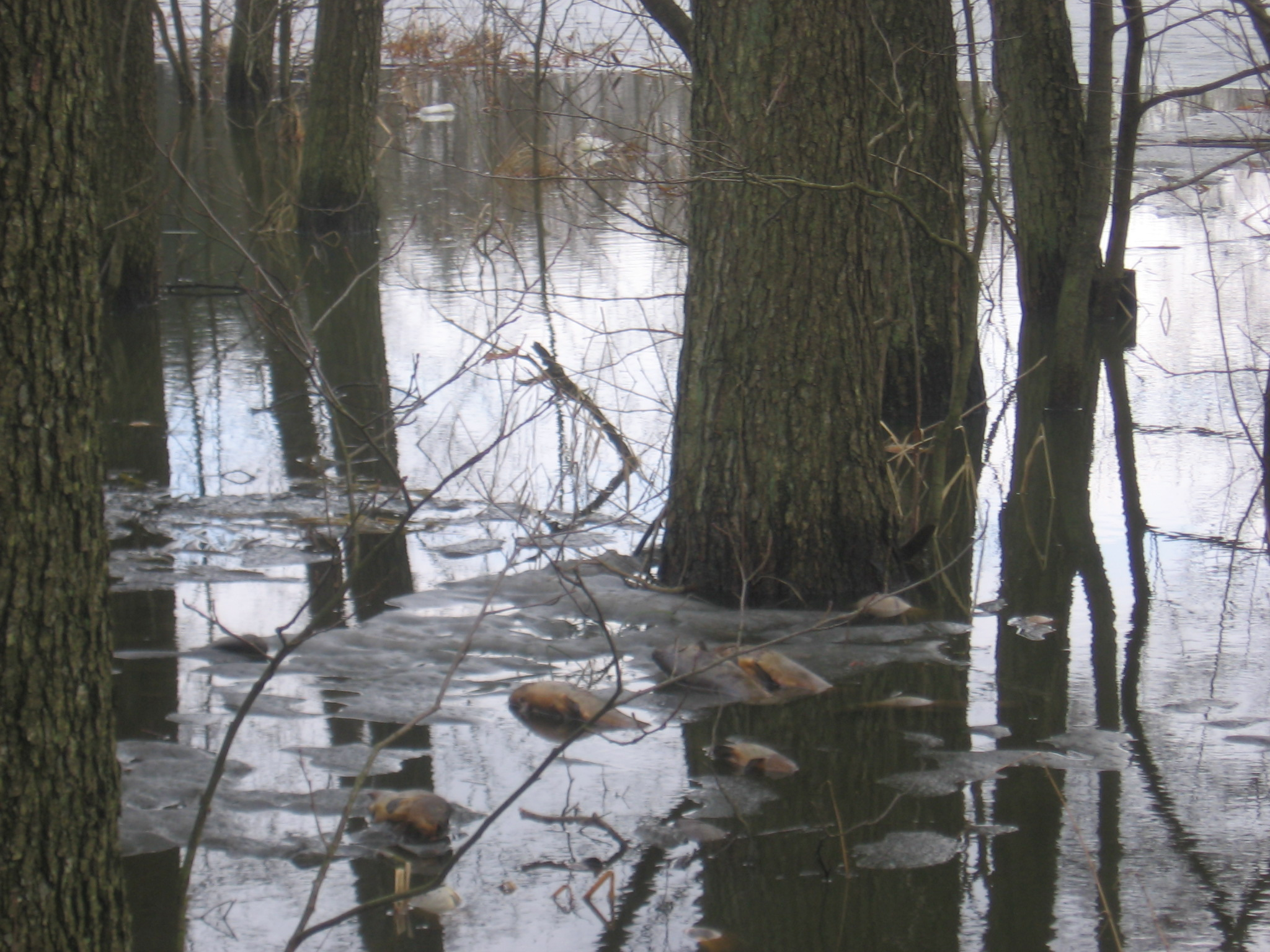
Śnięte ryby w stawie w wyniku uduszenia pod lodem

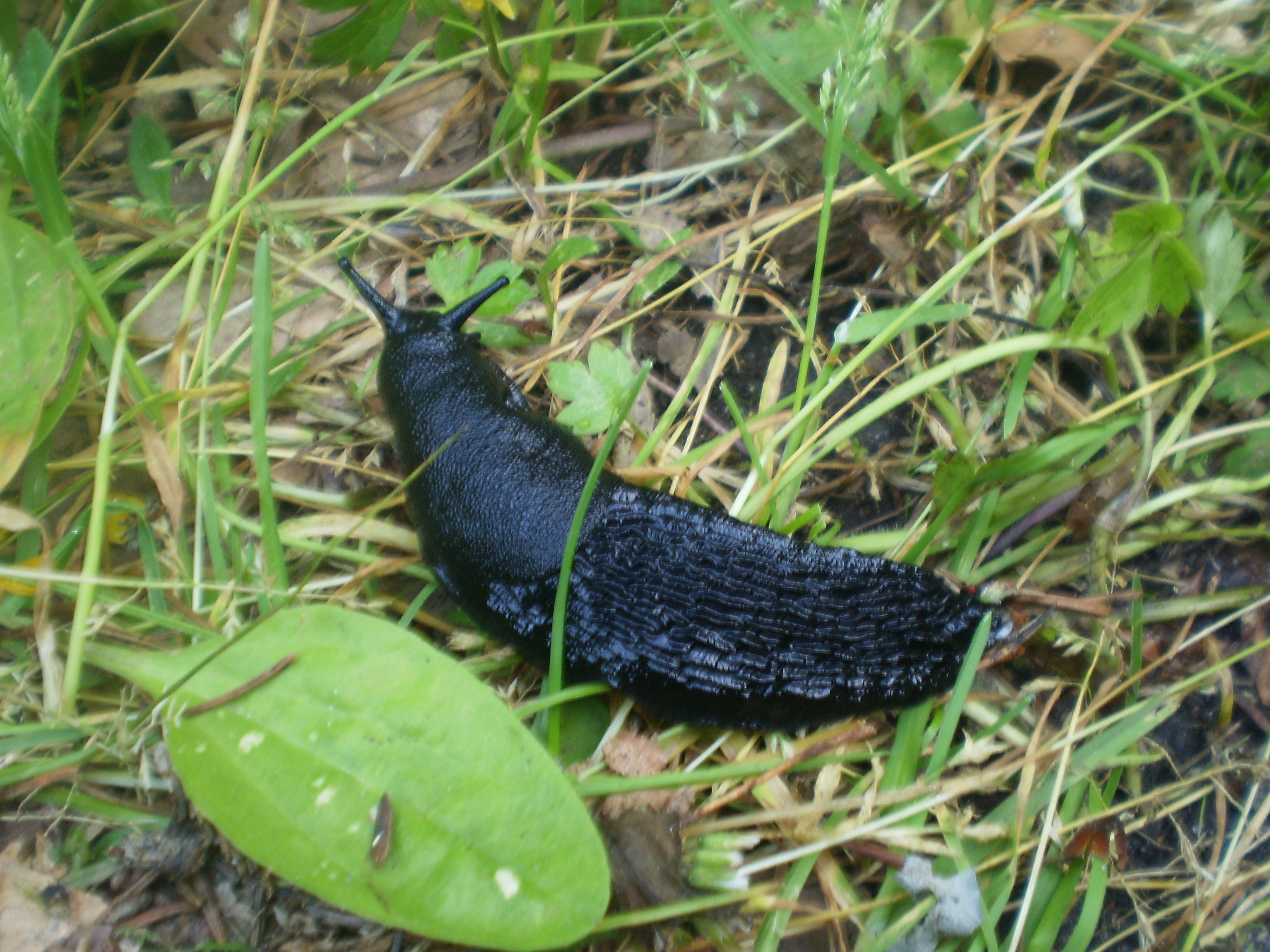
Pomrów czarny w parku

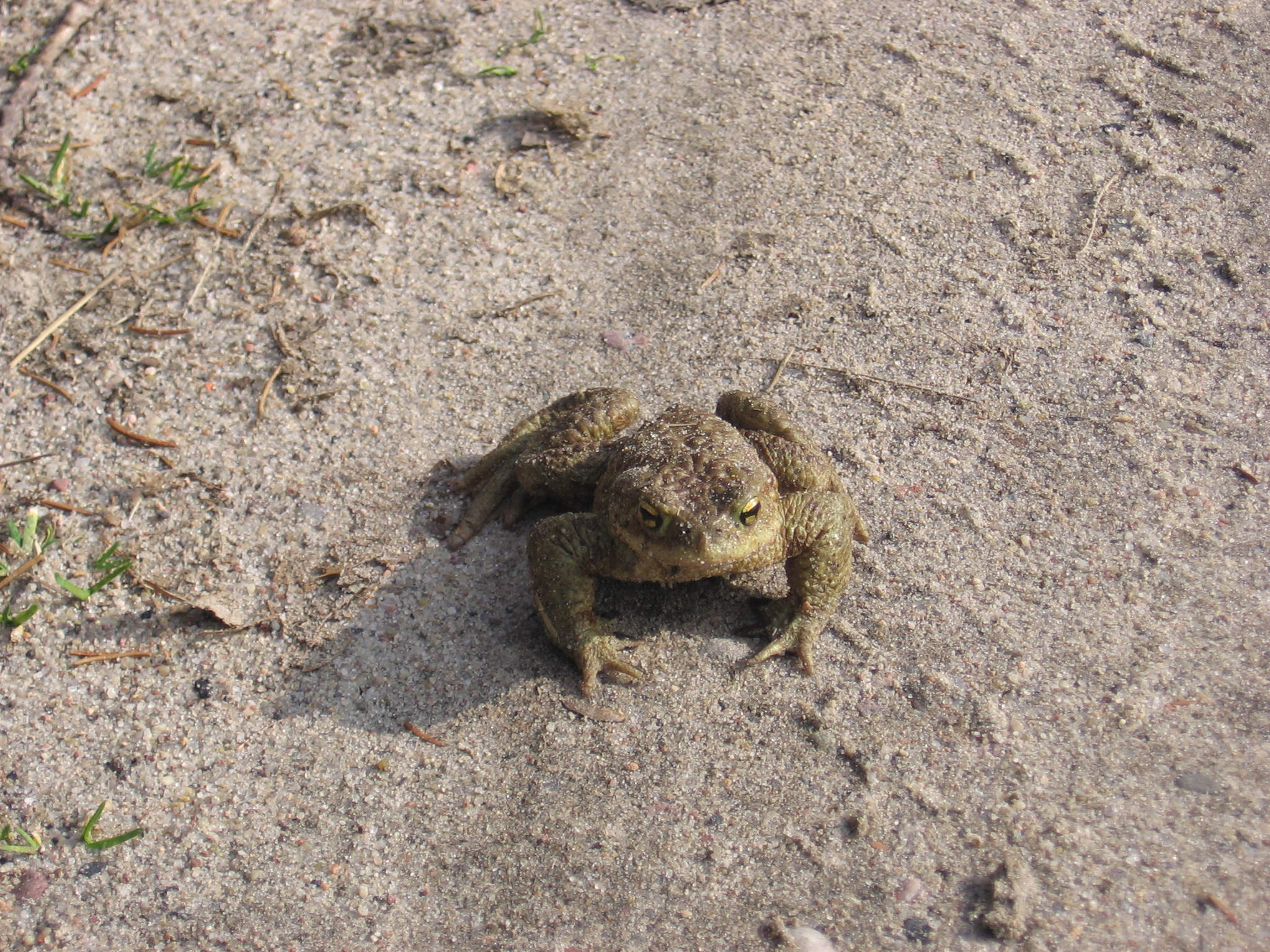
Ropucha szara w parku

Park położony jest w północnej części gminy, w bezpośrednim sąsiedztwie Podola Małego. Znajduje się przy drodze powiatowej nr 1177G Głobino – Podkomorzyce, która wyznacza jednocześnie jego południową granicę. Od strony zachodniej park ogranicza droga gruntowa, prowadząca do wsi Łabiszewo.
Według regionalizacji fizycznogeograficznej Jerzego Kondrackiego leży on na obszarze megaregionu Pozaalpejska Europa Środkowa, prowincji Nizina Środkowoeuropejska, podprowincji Pojezierza Południowobałtyckie, makroregionu Pojezierze Zachodniopomorskie, mezoregionu Wysoczyzna Polanowska.
Kompleks położony jest w otulinie Parku Krajobrazowego Dolina Słupi. Właściwa granica parku krajobrazowego przebiega w odległości około 5 km w kierunku zachodnim. Około 150 metrów na zachód od zachodniej granicy parku pałacowego przepływa rzeka Graniczna, zasilana m.in. strumieniem wypływającym ze stawu położonego na obszarze kompleksu. Naprzeciw tegoż zbiornika, po drugiej stronie drogi powiatowej, wznosi się wzgórze, będące wczesnośredniowiecznym grodziskiem nizinnym.

### Rzeźba terenu
Obszar parku w głównej mierze ukształtowany został w okresie plejstoceńskim, w wyniku akumulacji materiału skalnego niesionego przez lądolód podczas ostatniego na terenie obecnej Polski zlodowacenia północnopolskiego. Wraz z procesem jego zanikania powstawały niewielkie zagłębienia, spotykane obecnie pod postacią jezior wytopiskowych. Zbiornik wodny położony na terenie parku, ze względu na występowanie na całej powierzchni roślinności zakorzenionej i proces sztucznego zarybiania, nazywany jest zwyczajowo stawem.

### Geologia
Materiał budujący obszar parku to głównie utwory czwartorzędowe, w tym plejstoceńskie osady lodowcowe i wodnolodowcowe oraz osady holoceńskie. Dominują piaski gliniaste i gliny zwałowe.

### Gleby
Według mapy opracowanej przez Bohdana Dobrzańskiego obszar parku położony jest na glebach wytworzonych z piasków naglinowych i glin zwałowych oraz na glebach wytworzonych z piasków słabogliniastych i gliniastych różnej genezy, stanowiących przeważnie utwory czwartorzędowe, głównie plejstoceńskie i holoceńskie. Gleby te cechuje niska wartość produkcyjna, ze względu na dość znaczne zakwaszenie skał macierzystych. Według nomenklatury FAO obszar, na którym położony jest park, pokrywają gleby płowe właściwe. Gleby takie sprzyjają roślinności leśnej grądów i żyznej buczyny niżowej. Natomiast, zgodnie z mapą glebowo-rolniczą Tadeusza Witka i Mariana Kotera park położony jest na glebach pseudobielicowych i brunatnych wyługowanych, wytworzonych na piaskach gliniastych. Gleby brunatne wyługowane w porównaniu z glebami brunatnymi właściwymi wymagają intensywniejszego wapnowania i nawożenia, ale w korzystnych warunkach terenowych i klimatycznych plonują podobnie. Pod względem przydatności rolniczej gleby te zaliczane są do kompleksu żytniego dobrego.

### Klimat
Park leży w strefie klimatu umiarkowanego ciepłego przejściowego (między klimatem morskim a kontynentalnym). Zasadniczy wpływ na kształtowanie mikroklimatu parku mają masy powietrza polarnego morskiego i polarnego kontynentalnego. Oddziaływanie klimatu morskiego wpływa na brak wysokich wahań temperatury. W okresie zimowym masy polarno-kontynentalne powodują obniżenie temperatury (silne mrozy), latem – podwyższenie (upały). Odwrotna sytuacja jest w przypadku mas polarno-morskich. Zimą warunkują one ocieplenie (odwilż), w okresie letnim ochłodzenie. Zgodnie z podziałem na regiony klimatyczne obszar parku leży na terenie części zewnętrznej Krainy Pojezierza Pomorskiego.

## Układ
Park położony jest na gruncie Skarbu Państwa zarządzanym przez Nadleśnictwo Łupawa. Zajmuje powierzchnię 16,23 ha. Podzielony jest na 10 wydzieleń w obrębie jednego oddziału 290 w leśnictwie Podole Małe:
| Wydzielenie       | 290 g | 290 h | 290 o | 290 p | 290 r | 290 s | 290 t | 290~a | 290~b | 290~c |
| Powierzchnia [ha] | 0,36  | 1,15  | 4,88  | 1,97  | 3,90  | 2,69  | 0,88  | 0,30  | 0,05  | 0,05  |

Od strony wschodniej park ogranicza droga dojazdowa, przy której położona jest polana parkowa. W jej pobliżu znajdują się ruiny pałacu. W północno-zachodniej części leży staw o powierzchni 2,69 ha. W parku zachowany jest wyraźny układ ciągów spacerowych.

## Historia
Park powstał w stylu krajobrazowym w II połowie XIX wieku przy pałacu należącym do rodziny von Zitzewitz. Przy projekcie wykorzystano naturalne ukształtowanie terenu i istniejący drzewostan. W latach 60. XX wieku dwór został zniszczony. W 1996 dla parku wykonano tzw. Białą Kartę, czyli Kartę Ewidencyjną Zabytków Architektury i Budownictwa, w której widnieje jako zespół pałacowo-folwarczny. Park został wpisany do rejestru zabytków województwa słupskiego przez Wojewódzkiego Konserwatora Zabytków w Słupsku 6 maja 1997 roku decyzją nr PSOZ-I-5340/16/97 Państwowej Służby Ochrony Zabytków pod numerem ewidencyjnym A-353 jako park pałacowy. Po reformie podziału administracyjnego w 1999 roku park znalazł się w wykazie zabytków nieruchomych Wojewódzkiego Urzędu Ochrony Zabytków w Gdańsku pod numerem ewidencyjnym A-1630.

## Flora
W drzewostanie parku dominują ok. 140-letnie buki zwyczajne i dęby szypułkowe oraz ponad 100-letnie świerki pospolite. Wzdłuż drogi dojazdowej rośnie 17 klonów zwyczajnych. Największy z nich mierzy w obwodzie 355 cm, pozostałe w granicach od 60 do 170 cm. Nad stawem od strony północnej rosną olsze czarne w wieku ok. 65 lat. Drzewostan dodatkowo urozmaicają jodły pospolite z odnowieniami naturalnymi, daglezje zielone, świerki serbskie, lipy krymskie, choiny kanadyjskie, buk zwyczajny odmiany purpurowej, klon jawor, pojedyncze egzemplarze brzozy oraz jesionu wyniosłego. Na polanie parkowej rosną okazy śliwy mirabelki, jabłoni domowej i czeremchy amerykańskiej. W zachodniej jej części rośnie klon jawor odmiany Worleya.
W warstwie krzewów można wyróżnić: śnieguliczkę białą, różę pomarszczoną, leszczynę pospolitą, głóg jednoszyjkowy, lilaka pospolitego, kruszynę pospolitą oraz wierzbę uszatą, wierzbę szarą, bez koralowy, żarnowiec miotlasty i tawułę wierzbolistną. Warstwę krzewów uzupełniają pojedyncze okazy maliny właściwej i głogu pośredniego odmiany pełnokwiatowej różowej.
Szatę roślinną urozmaicają sitowie leśne, kosaciec żółty, okrężnica bagienna, turzyca piaskowa, narecznica grzebieniasta, szczawik zajęczy, konwalia majowa, pałka wąskolistna i zawilec gajowy.

## Fauna
Na obszarze parku stwierdzono występowanie takich rzadkich i chronionych gatunków zwierząt, jak: ropucha szara, traszka zwyczajna, żaba jeziorkowa, żaba wodna, padalec zwyczajny, łabędź niemy, jeż zachodni, kret europejski, ryjówka aksamitna, ryjówka malutka, wiewiórka pospolita.

## Ochrona
Ponieważ park wpisany jest do rejestru zabytków nieruchomych, zgodnie z Ustawą z dnia 23 lipca 2003 roku o ochronie zabytków i opiece nad zabytkami, żeby prowadzić roboty budowlane przy zabytku i jego otoczeniu, podejmować badania archeologiczne i dokonywać podziału obiektu, niezbędne jest pozwolenie wojewódzkiego konserwatora zabytków. Organy administracji publicznej zobowiązane są do działań mających na celu zapewnienie warunków prawnych, organizacyjnych i finansowych, umożliwiających trwałe zachowanie zabytku oraz jego zagospodarowanie i utrzymanie. Dodatkowo muszą zapobiegać zagrożeniom mogącym powodować uszczerbek dla wartości obiektu, udaremniać niszczenie i niewłaściwe korzystanie oraz kontrolować stan zachowania parku.
W myśl tej samej ustawy opieka nad zabytkiem sprawowana przez właściciela (w tym przypadku przez Nadleśnictwo Łupawa) polega na zapewnieniu naukowego badania i dokumentowania obiektu, prowadzenia robót budowlanych oraz jego zabezpieczenie i utrzymanie w jak najlepszym stanie. Ponadto nadleśnictwo powinno zapewnić korzystanie z kompleksu w sposób pozwalający na trwałe zachowanie jego wartości oraz przyczyniać się do popularyzacji i upowszechniania wiedzy o parku.
W związku z położeniem parku w otulinie parku krajobrazowego dodatkową ochronę prawną terenu gwarantuje Rozporządzenie Nr 5/2003 Wojewody Pomorskiego z dnia 23 czerwca 2003 roku w sprawie ustanowienia Planu ochrony Parku Krajobrazowego Dolina Słupi.
W parku jest niewiele podrostu, co świadczy o stosowaniu zabiegów pielęgnacyjnych.

## Cmentarz ewangelicki
W południowej części parku, 150 metrów na zachód od wsi, przy drodze powiatowej Głobino – Podkomorzyce położony jest poniemiecki cmentarz ewangelicki. Zachowało się jedynie kilkanaście granitowych fragmentów płyt nagrobnych. Największych zniszczeń cmentarza dokonali w latach 80. i 90. XX wieku kamieniarze i zbieracze złomu. Granic nie da się jednoznacznie określić.